# 4-metilnonano
El 4-metilnonano es un alcano de cadena ramificada con fórmula molecular C10H22.